# Титановая кислота
Тита́новая кислота́ (ортотитановая кислота, α-титановая кислота) — неорганическое соединение, гидратированный оксид металла титана с формулой TiO2•2H2O или H4TiO4, белое аморфное вещество, не растворимое в воде.

## Получение
- Осаждение щелочью свежеприготовленных растворов сульфата титанила или хлорида титана(IV):

{\displaystyle {\mathsf {TiOSO_{4}+2NaOH+H_{2}O\ {\xrightarrow {}}\ H_{4}TiO_{4}\downarrow +Na_{2}SO_{4}}}}
{\displaystyle {\mathsf {TiCl_{4}+4NaOH\ {\xrightarrow {}}\ H_{4}TiO_{4}\downarrow +4NaCl}}}

## Физические свойства
Титановая кислота образует белое аморфное вещество.

## Химические свойства
- При хранении постепенно переходит в метатитановую кислоту:

{\displaystyle {\mathsf {H_{4}TiO_{4}\ {\xrightarrow {}}\ H_{2}TiO_{3}+H_{2}O}}}
Данный процесс происходит за счёт превращения гидроксильных мостиков в оксоловые в α-титановой кислоте. Такое превращение называется оксоляцией. Его скорость увеличивается при повышении температуры, увеличении значения pH. В присутствии нитрат-ионов "старение" α-титановой кислоты протекает практически мгновенно.
- Растворяется в концентрированной серной кислоте:

{\displaystyle {\mathsf {H_{4}TiO_{4}+H_{2}SO_{4}\ {\xrightarrow {}}\ TiOSO_{4}+3H_{2}O}}}